# Байдалы
Байдалы (каз. Байдалы, до 2023 года — Весёлое) — село в Сандыктауском районе Акмолинской области Казахстана. Административный центр Веселовского сельского округа. Код КАТО — 116441100.

## География
Село расположено в западной части района, в 33 км на юго-запад от центра района села Балкашино.

### Улицы[3][4]
- ул. Акжелкен,
- ул. АТП,
- ул. Балуан Шолак,
- ул. Комсомольская,
- ул. Набережная,
- ул. Первомайская,
- ул. Студенческая,
- ул. ХПП,
- ул. Школьная.

### Ближайшие населённые пункты
- село Жиланды в 7 км на северо-восток,
- село Новосёловка в 9 км на юге,
- село Новокронштадка в 11 км на севере.

## Население
В 1989 году население села составляло 1657 человек (из них русских 44 %, казахов 26 %).
В 1999 году население села составляло 1105 человек (538 мужчин и 567 женщин). По данным переписи 2009 года, в селе проживали 783 человека (385 мужчин и 398 женщин).
| Численность населения | Численность населения | Численность населения |
| 1989                  | 1999                  | 2009                  |
| --------------------- | --------------------- | --------------------- |
| 1657                  | ↘1105                 | ↘783                  |